# Erica scoparia
Erica scoparia  (berozo, brezo blanquillo,  brezo de escobas o grecina) es un tipo de brezo de la familia de las ericáceas, originario de Europa central y occidental. 

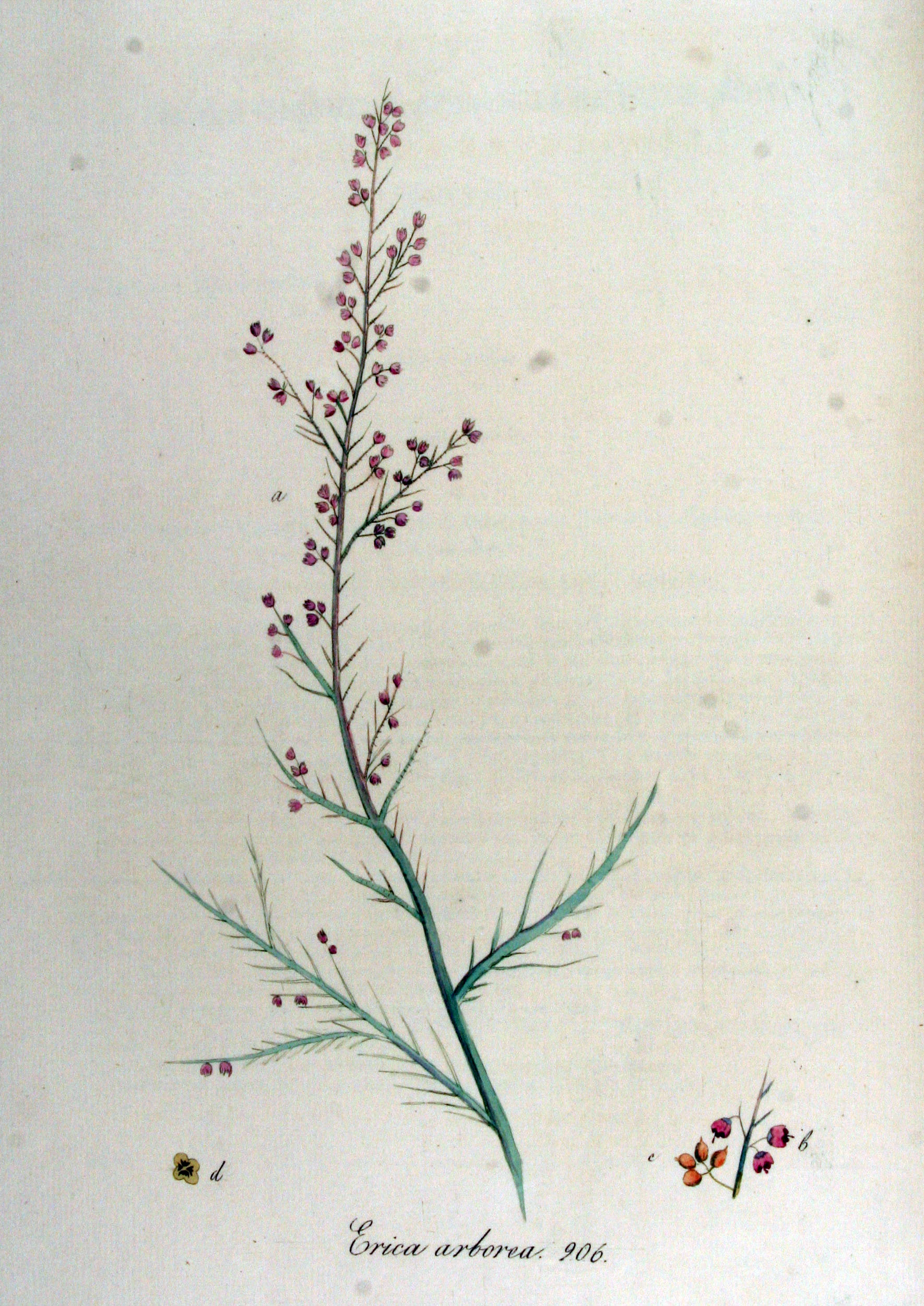
Ilustración

## Descripción
Es un arbusto medio cuya altura varía entre 1 y 3 m, con pequeñas hojas de color verdoso claro de forma lineal. Las flores son pequeñas,  verdosas amarillentas, más o menos dispersas por las ramas superiores, florece a principios de primavera. En Baleares vive en suelos silíceos de Tramuntana de Menorca. Puede coincidir en los mismos hábitats que Erica arborea, pero se diferencia porque esta última tiene las flores blancuzcas y agrupadas en la parte superior de las ramas, además tiene los tallos jóvenes cubiertos de pelos mientras que E. scoparia los tiene glabros. El fruto es una pequeña cápsula.

## Taxonomía
Erica scoparia fue descrita por Carlos Linneo y publicado en Sp. Pl. 353 1753.
Citología
Número de cromosomas de Erica scoparia (Fam. Ericaceae) y táxones infraespecíficos:  n=12
Etimología
Erica: nombre genérico que deriva del griego antiguo ereíkē (eríkē); latínizado erice, -es f. y erica = "brezo" en general, tanto del género Erica L. como la Calluna vulgaris (L.) Hull, llamada brecina.
scoparia: epíteto latino que significa "como una escoba".
Sinonimia
- Chlorocodon scoparium (L.) Fourr.
- Erica absinthioides Spreng.
- Erica fucata Thunb.
- Erica virgulata J.C.Wendl.
- Ericoides fucatum (Thunb.) Kuntze
- Ericoides scoparium (L.) Kuntze[5]

## Nombres vernáculos
- Castellano: berecillo blanco, berecillo blanquillo (2), bereza de los arroyos, berezo (3), berezo albarino, berezo blanco (2), berezo de escobas, berezo de los arroyos (3), berezo fino, berezo machío, berezo perruno, berezu (2), berizu (2), beriénzanu, berozal, berozo (4), brecera, brecillo blanco, brecina (2), brezo (9), brezo blanquillo (2), brezo de escobas (15), brezo fino, brezo perruno, brezo sarnoso, briezo, carrascina, carroncha, erreal, escoba, escobas, gabuzo, uce, urce (2), urce de escobas, urz, uz.[6] El número entre paréntesis indica el número de especies con el mismo nombre común.